# ウインズ汐留
ウインズ汐留（ウインズしおどめ）は、東京都港区東新橋にある日本中央競馬会 (JRA) の場外勝馬投票券発売所 (WINS) である。
なお本項では特別区競馬組合の場外勝馬投票券発売所であるofft汐留（オフトしおどめ）についても記述する。

## 概要
ウインズ汐留は2002年に開設された。汐留周辺における再開発地区の一つである「イタリア街」の区画内に建設されたため、建物の外観は洋風になっている。全館自動発売・支払機になっているのも特徴である。現在の発売単位（勝馬投票券を購入できる金額の単位）は通常の『100円単位』だが、開設当時は『500円単位』（500円単位でしか勝馬投票券を購入できない）だった。
建物内にはエクセルフロアが併設されており、8Fは380席・9Fは310席で、利用料は1日1000円。

## offt汐留
2003年3月3日からはofft汐留として特別区競馬組合により大井競馬場の馬券を発売するようになった。ただし発売は大井競馬場開催時の馬券のみであり、他の南関東公営競馬の馬券は発売されない（払戻は可能）。なお大井の発売日と毎週月曜は「J−PLACE」で発券したJRA馬券の払戻が可能。オフトとしての発売と払戻はウインズ汐留の7Fで行なわれる。
8Fのエクセルフロアもオフトと共用になっており、利用料は1日1000円で開催時間のおおよそ後半からは半額の500円となる。なおエクセルフロアは中央競馬の開催日およびその前日は営業しない。

## 交通
- 都営地下鉄大江戸線・ゆりかもめ汐留駅から徒歩5分。
- JR東日本各線・東京メトロ銀座線・都営地下鉄浅草線新橋駅から徒歩8分。